# Frans Michael Franzén

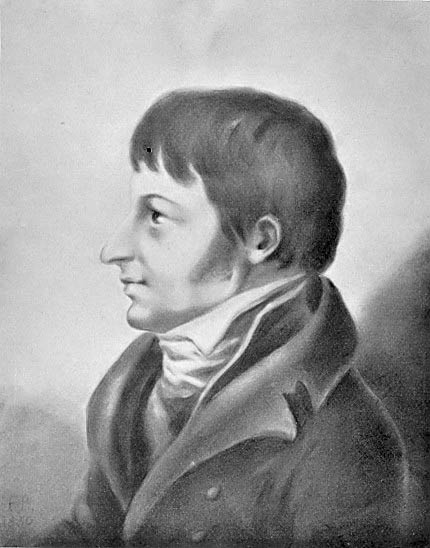
Frans Michael Franzén. Porträtt av Fredrika Bremer.

Frans Michael Franzén, född 9 februari 1772 i Uleåborg, död 14 augusti 1847 i Säbrå församling utanför Härnösand, var en svensk biskop, skald och psalmförfattare bördig från nuvarande Finland. Han var ledamot av Svenska Akademien från 1808 och dess ständige sekreterare 1824–1834, samt medlem av psalmbokskommittén 1811–1819. Franzén var kyrkoherde i Kumla, därefter i Klara kyrka i Stockholm, samt biskop i Härnösands stift från 1834.

## Biografi
Franzén var son till handlaren och rådmannen Zachris Franzén (1744–1787) och Helena Schulin. Släkten kommer från Kexholm, Finland (nuvarande Ryssland), där flera förfäder till Franzén varit handlande. Franzén var gift första gången från 1799 med köpmannadottern Margareta Elisabet "Lilli" Roos (1779–1806). Efter hennes död gifte han 1807 om sig med vännen Michael Choraeus änka Sofia Kristina Wester (1780–1829). År 1831 gifte han sig för tredje gången med Kristina Elisabet Arwidsson (1783–1859).
Redan vid 13-årsåldern blev Franzén student vid Kungliga Akademien i Åbo trots att fadern helst såg honom gå i släktens spår. Den uppskattning han rönte vid universitetet gjorde dock att Franzén bara kortvarigt försökte hörsamma faderns önskan. Han hann dock under Henrik Gabriel Porthan ledning promoveras till filosofie magister 1789. År 1790 begav han sig till Uppsala universitet där skrevs in vid den finska nationen och studerade Immanuel Kant för Daniel Boëthius. Åter i Åbo disputerade han 1791 med Om språkets ursprung för vilken avhandling han blev utnämnd till docent i vältalighet året därefter. År 1793 debuterade han som poet i Stockholms-Posten. Bland de dikter han publicerade i tidningen märks Menniskans anlete, Den gamle knekten och Till en ung flicka.
Franzén var en stor beundrare av Anna Maria Lenngren och de tyska förromantikerna. Efter debuten i Stockholms-Posten belönades han, efter ytterligare några bidrag i samma tidning, med pris av Svenska Akademien, nominerad av Johan Henric Kellgren, som visade stor uppskattning för Franzéns poesi. Framgångarna stimulerade till fortsatt produktion, och 1794–1795 publicerade Franzén en mängd dikter, dels i Stockholms-Posten, dels i Åbo tidningar, vars redaktör han blev 1794. Främst bland dessa märks Det nya Eden, hans mest romantiska dikt. Franzén hade nu vänt sig från de, inom svensk poesi tidigare dominerande franska mönster, och tagit intryck av tyska och brittiska poeter som Friedrich Gottlieb Klopstock, John Milton och James Thomson.
År 1795 anställdes Franzén som guvernör åt Fredrika Bremers far Carl Fredrik Bremer med vilken han gjorde resor i Europa, något som på den tiden endast ankom de riktigt välsituerade. Efter sin hemkomst skrev han sin mest berömda dikt, Sång öfver grefve Gustaf Philip Creutz, för vilken han 1797 erhöll Svenska Akademins stora pris. Som villkor för priset ställdes dock vissa krav på smärre ändringar i dikten för att passa den akademiska smaken. Efter detta avstannade hans poetiska nyskapande nästan helt. I förhållande till familjen Bremer fungerande han senare som examinator för barnen.
Franzéns skapande återupptogs med tiden. Förutom hans psalmer, varav ett 30-tal togs med i 1819 års psalmbok, märks några sällskapsvisor, särskilt Glädjens ögonblick och Champaagnevinet. Slutligen hans kända dikter om Fanny, som senare förenades med hans ungdoms Selmadikter i diktcykeln Selma och Fanny (1824).
År 1796 fick han tjänst som bibliotekarie i Åbo där han snart gjorde akademisk karriär som professor i lärdomshistoria 1798, historia och praktisk filosofi 1801. Som professor verkade han också som inspektor för Nylands nation 1800–1811. Han kom under denna tid till insikt om att filosofin var sprungen ur hans religiösa övertygelse, vilket ledde till att han lät prästviga sig 1803.
År 1808 utsågs Franzén till ledamot av Svenska Akademien, stol nr 13. Han efterträdde härvid Gustaf Fredrik Gyllenborg. Han var också Akademiens ständige sekreterare 1824–1834. I sin tur efterträddes han på stol nr 13 av Bernhard Elis Malmström.
Finska kriget 1808–1809 tvingade Franzén att överväga, huruvida han skulle stanna i Finland eller flytta till Sverige. Sommaren 1811 utvandrade han från storfurstendömet Finland till Sverige för att tillträda kyrkoherdetjänsten i regalpastoratet Kumla och Hallsberg. (Först 1840 företog han ett kort återbesök i Finland. I en dikt fångade han sina intryck av folket och landet efter regimskiftet). År 1818 promoverades han till teologie doktor i samband med den av honom varmt hyllade Karl XIV Johans tronbestigning. År 1820 blev han kontraktsprost. År 1824 blev han kyrkoherde i Klara församling i Stockholm, innan han utsågs till biskop i (det odelade) Härnösands stift dit han flyttade 1834 och stannade till sin död. Härnösands domkyrka byggdes under hans biskopstid och hans stift omfattade vid denna tid alltså hela Sverige norr om ärkestiftet. Franzén inspekterade många av stiftets församlingar och skolor och drog sig ej för att uttala kritik, där han ansåg det vara befogat. Detta väckte förvåning, eftersom man ofta trott, att han var en fridens man, som aldrig kunde bli förargad.
Franzén påbörjande 1810 en samling Skaldestycken, varav endast ett band publicerades. En andra samling Skaldestycken kom ut 1824–1861 i sju band, och i ny upplaga med titeln Samlade dikter 1867–1869. Franzéns övriga författarskap är samlat i Skrifter i obunden stil (1835), Predikningar (5 band, 1841–1845), Strödda predikningar och smärre andliga skrifter (1852) och Minnesteckningar (3 band, 1848–1860).
Inför Sveriges riksdags prästestånd 1823 yttrade Franzén, att han själv var "född finne". (Terminologin vid denna tid gjorde ingen åtskillnad mellan svensktalande och finsktalande personer från storfurstendömet Finland. Se Sverigefinlandssvenskar.) Han var ledamot av prästeståndet 1823–1841 med vissa avbrott.
Öster om Domkyrkan, i "Grottan" i Stadsparken i Härnösand, finns det stora belysta "Franzénmonumentet" utfört 1910 av skulptören Carl Milles. Det är en bronsstaty av den stående Franzén som läser ur sin bok, jämte en sockelgrupp i granit med de sittande sångmöerna Selma och Fanny (med skilda temperament, vilka uppträder i hans diktning). (Vandaler har 2017 slagit av näsorna på sångmöerna). På Göteborgs konstmuseum finns gruppen med Selma och Fanny i liten skala. 
Strax sydost om Kumla kyrka (i "Grottan") finns en minnessten från 1946 över Franzén. Inne i pastorsexpeditionen, inrymd i nya prästgården (den gamla prästgården revs omkring 1920), finns en minnesplakett i järn. Framför länsstyrelsen i Uleåborg finns Franzén-parken med en byst (1881) av Franzén på en hög sockel.
Franzén invaldes 1815 som ledamot nummer 367 av Kungliga Vetenskapsakademien. Hans samlade dikter utgavs jämte en biografi i två band av svärsonen Anders Abraham Grafström 1867. 
Franzén är kanske främst ihågkommen för sina många bidrag till den svenska psalmboken, varav 22 psalmer fanns i 1819 års psalmbok och 13 psalmer finns i 1986 års psalmbok. Johan Olof Wallin och Franzén var de främsta medarbetarna i kommittén för 1819 års psalmbok.
I samband med 200-årsminnet av hans födelse 1972 utgavs ett frimärke i valören 50 öre med Frans Michael Franzéns bild.
Vid sin död efterlämnade Franzén sju barn och 23 barnbarn. Av ursprungligen fyra barn i första äktenskapet levde då ett. Av ursprungligen nio barn i andra äktenskapet levde då sex. Hans son Zacharias (Zeth) Michael Franzén blev konsul och ägare till Balingsta och Vidja i Huddinge. Hans dotter Maria Helena Rosina Franzén var gift med Carl Daniel von Haartman; de blev föräldrar till Olof Palmes farmors mor Fanny von Born. Genom kvinnosidan av ätterna von Born samt Lavonius är Franzén stamfar till nästan alla nu levande medlemmar av den månghövdade släkten Palme. Andra Franzén-ättlingar bär namnen Grafström, Kempe, Hernmarck, Lagercrantz, von Koch, Curman, Uddenberg, Kilander, Hazelius, Langenskiöld, Ekman, Uggla, Wachtmeister, Ankarcrona, Aminoff, Björkenheim, von Wendt, Linder och Westman. Mer än 1 000, år 2011 levande personer, är ättlingar till Frans Michael Franzén. Ingen av dessa ättlingar heter Franzén eller är präst, men åtminstone en är poet. 
Frans Michael Franzéns födelsedag, den 9 februari, bär sedan 1901 namnet Fanny i den svenska almanackans namnlängd; detta till ära för Franzén, som ju använde detta namn i sin diktning.

## Sällskap
2004 bildades ett Franzén-sällskap i Härnösand.